# فانهوتية صوفية
فانهوتية صوفية (الاسم العلمي:Vanhouttea lanata) هي نوع من النباتات تتبع جنس الفانهوتية من الفصيلة الغزنرية.